# Sarilumab
Sarilumab, prodávaný pod značkou Kevzara, je lidská monoklonální protilátka proti receptoru interleukinu-6. Společnosti Regeneron Pharmaceuticals a Sanofi ji vyvinuly pro léčbu revmatoidní artritidy, kterou schválila americká FDA dne 22. května 2017 a Evropská léková agentura dne 23. června 2017.
Klinické hodnocení pro indikaci ankylozující spondylitidy bylo pozastaveno poté, co lék ve studii fáze II neprokázal přínos oproti methotrexátu.

## Lékařské použití
Sarilumab se používá k léčbě středně těžké až těžké aktivní revmatoidní artritidy u lidí, kteří nereagovali na konvenčnější léčbu, nebo ji netolerovali. Používá se samostatně, nebo v kombinaci s methotrexátem nebo jinými antirevmatiky zmírňujícími onemocnění.

## Kontraindikace
V Evropské unii se sarilumab nesmí podávat osobám se závažnými aktivními infekcemi. Příbalový leták obsahuje varování v rámečku s doporučením testovat pacienta na tuberkulózu před podáním léku a sledovat známky infekce během léčby; tato kontraindikace není uvedena ve schválení americké FDA.

## Vedlejší účinky
Klinická studie MONARCH poukázala na významně vyšší výskyt neutropenie u pacientů užívajících 200 mg sarilumabu každé 2 týdny ve srovnání s pacienty léčenými adalimumabem (13,6 % vs. 0,5 %). Míra infekce však byla mezi oběma skupinami podobná (28,8 % vs. 27,7 %).
Další časté nežádoucí účinky, které se vyskytly u 1 % až 10 % pacientů, zahrnovaly trombocytopenii (nízký počet krevních destiček), infekce horních cest dýchacích a močových cest, orální herpes, hyperlipidemii a reakce v místě vpichu.

## Klinické testy

### Revmatoidní artritida
Dne 15. května 2013 obě společnosti oznámily, že zahajují dvě nové studie (COMPARE a ASCERTAIN) a již došlo k zařazení prvních pacientů.
Studie fáze III (s methotrexátem ) pro revmatoidní artritidu potvrdila v červnu 2015 splnění tří primárních cílů, které si stanovila.
Dobré výsledky přinesla v listopadu 2015 rovněž studie SARIL-RA-TARGET, (jíž se podařilo splnit oba stanovené primární cíle).
Fáze III studie MONARCH, která porovnávala sarilumab s adalimumabem (anti-TNF), dospěla v listopadu 2016 k závěru, že sarilumab dosáhl u pacientů s revmatoidní artritidou po 24 týdnech nižšího skóre DAS28 -ESR.
V červenci 2019 byla zahájena multicentrická studie „Sarilumabu u pacientů se sarkoidózou závislou na glukokortikoidech“.

## Historie
Americký Úřad pro kontrolu potravin a léčiv odmítl v říjnu 2016 schválit uvedení léku na trh jako léčbu revmatoidní artritidy z důvodu porušení správné výrobní praxe. Úřad nakonec lék schválil dne 22. května 2017.

## Výzkum

### COVID-19
Studie se 420 pacienty byla v září 2020 zastavena kvůli nedostatečně prokázané účinnosti při léčbě příznaků COVIDu-19.
Dne 7. ledna 2021, po studii REMAP-CAP, byly Tocilizumab a Sarilumab přidány na britský seznam doporučené léčby pro COVIDu-19. Počet potřebných k léčbě je 12, což znamená, že na každých 12 léčených pacientů na jednotce intenzivní péče přežije jedna další osoba ve srovnání s běžnou léčbou. Léčba rovněž urychluje zotavení pacientů a zkracuje asi o týden dobu, kterou kriticky nemocní pacienti potřebují strávit na jednotce intenzivní péče.